# Epiplatys cashneri
Epiplatys cashneri — тропічний прісноводний вид яйцекладних коропозубих риб з родини нотобранхових (Nothobranchiidae).
Описаний 2021 року на основі зразків, зібраних у південній Ліберії протягом 2014 року. Отримав назву на честь американського іхтіолога Роберта Кешнера (англ. Robert Charles Cashner, 1942—2018), визнаного експерта з північноамериканських прісноводних риб.
Належить до західно-саванної клади роду епіплатис (Epiplatys), підрід Kulonplatys. Найближчими родичами є E. hildegardae, E. roloffi, E. fasciolatus та E. olbrechtsi.
Акваріумістам ці риби відомі під назвами Epiplatys ML09/13-Mile28 або Epiplatys sp. 'Orange Liberia'.

## Опис
Це невеликий вид, максимальний відомий розмір становить 41,2 мм стандартної (без хвостового плавця) і 55,3 мм загальної довжини. Тіло стиснуте з боків, його висота значно більша за товщину й різко зменшується біля хвостового стебла. Максимальна висота тіла становить 18,6-24,5 %, а висота хвостового стебла 11,0-16,0 % стандартної довжини. Профіль черева випуклий від голови до кінця анального плавця, хвостове стебло увігнуте зверху та знизу.
Голова велика, сплощена згори, її довжина становить 25,8-32,8 % стандартної довжини. Морда загострена, щелепи прогнатичні, рот спрямований догори. Міжорбітальна відстань становить 40,3-54,2 % довжини голови.
Хвостовий плавець від яйцеподібної до лопатоподібної форми, з округлим заднім краєм, має 11-15 променів. Спинний плавець округлий, має 8-11 променів, віднесений назад, його початок розташований над 7-10-м променем анального плавця. Відстань від кінчика морди до початку спинного плавця становить 68,4-79,7 %, а висота цього плавця 15,0-28,6 % стандартної довжини. Анальний плавець у самця має форму паралелограма, його висота становить 26,3-37,6 % стандартної довжини, він має 14-17 променів. Відстань від кінчика носа до початку черевних плавців становить 46,6-63,9 % стандартної довжини. Грудні плавці сидять значно нижче середини тіла, мають по 15-17 променів. Всі промені плавців м'які.
Тіло повністю вкрите лусками, за винятком нижньої поверхні голови. Луски циклоїдні. 24-29 лусок у поздовжньому ряді.
Вид відрізняється від решти представників роду Epiplatys своїм характерним забарвленням. Самці мають жовтогаряче, навіть червонувате тіло з червоними цятками, зеленувато-жовте в передній частині. Металевого блакитного кольору блискітки сконцентровані в районі зябрових кришок. Область горла та грудей біла, губи темні. Спинний, хвостовий та анальний плавці червонувато-оранжеві з темно-червоними цятками та краєм. Грудні плавці безбарвні, черевні жовтогарячі.
Самки мають зеленувато-жовтий колір тіла та голови, губи трохи темні, горло, щоки й черево білі. Нерегулярні ряди червоних цяток розташовані на боках тіла. Лусочки на боках мають світло-червоні краї, на спині з темними краями. Спинний, хвостовий та анальний плавці світло-жовті, з червоними цятками.
Слабкі й варіативні за шириною темні косі (нахилені вниз і назад) смуги в задній половині тіла помітні в самок, молодих особин, а також у дорослих самців, що перебувають у стані стресу.
Самці та самки відрізняється не лише забарвленням. Самці трохи більші за самок, кінець анального плавця в них загострений, а промені спинного та анального плавців трохи подовжені.

## Поширення
Вид поширений у Західній Африці, у верхній частині басейнів річок Гібо (англ. Geebo) та Дугбе (англ. Dugbe), що в графстві Сіное на південному сході Ліберії. Зустрічається доволі часто.
Зазвичай водиться в невеликих річках шириною не більше 4 м.

## Спосіб життя
Epiplatys cashneri населяє водойми з широким спектром донного ґрунту: пісок, гравій, корінна порода, мул, глина. В той же час у болотистих водоймах цих риб не знаходили. На дні водойм лежать залишки стовбурів та гілок дерев, опале листя, на окремих ділянках присутня рослинність.
Вид надає перевагу затіненим ділянкам, що перебувають під захистом лісу. Зазвичай ці риби тримаються біля дна.
Epiplatys cashneri не належить до числа сезонних риб. Відкладає нелипку або мало липку ікру, що свідчить про те, що він нереститься на дні. Розмір ікринок близько 1,3 мм у перетині.

## Утримання в акваріумі
Згідно одного з наявних звітів, групу риб, що складалася з 1 самця та 2 самок, тримали в акваріумі місткістю 18 літрів у досить м'якій воді, що на 80 % складалася з дощової й на 20 % з водопровідної. Температура води становила 22-26 °C. Ґрунт використовувався піщаний. В акваріумі було декілька рослин водяної папороті, кілька кущів дрібнолистих рослин та невеликий корч як мінімальна декорація. Вони служили притулком для самок, хоча самець і не виявляв агресії. Легка фільтрація видаляла зважені часточки.
Риби їдять живі та заморожені корми, після звикання беруть і сухі.
Повідомлялося, що для розведення потрібна тепла вода з температурою 24-28°C. Ікра нелипка, порівняно дрібна. Риби відкладають її на дрібнолисті рослини й навіть на дно. Ікру регулярно вибирали з нерестовища й переносили до невеликої ємності для інкубації. Залежно від температури, мальки виводяться за 2-3 тижні. Стартовим кормом для них є парамеції, коловертки, мікрочерв'ячки. Ростуть мальки повільно.